# Gnidia geminiflora
Gnidia geminiflora är en tibastväxtart som beskrevs av Ernst Meyer och Carl Daniel Friedrich Meisner. Gnidia geminiflora ingår i släktet Gnidia och familjen tibastväxter. Inga underarter finns listade i Catalogue of Life.